# Phyllachora emarginata
Phyllachora emarginata är en svampart som beskrevs av Petr. 1948. Phyllachora emarginata ingår i släktet Phyllachora och familjen Phyllachoraceae.   Inga underarter finns listade i Catalogue of Life.